# Dawit Jurczenko
Dawit Jurczenko (orm. Դավիթ Յուրչենկո; ros. Давид Викторович Юрченко; ur. 27 marca 1986 w Aszchabadzie) – ormiański piłkarz pochodzenia rosyjskiego występujący na pozycji bramkarza. Dwudziestopięciokrotny reprezentant Armenii.

## Kariera klubowa

### Dynama Mińsk
27 marca 2007 podpisał kontrakt z białoruskim klubem Dynama Mińsk. Zadebiutował 15 kwietnia 2007 w meczu Wyszejszej lihi przeciwko Tarpieda-BiełAZ Żodzino (2:2).

### Krylja Sowietow Samara
1 stycznia 2008 przeszedł do rosyjskiej drużyny Krylja Sowietow Samara. Zadebiutował 6 sierpnia 2008 w meczu Pucharu Rosji przeciwko FK Orenburg (2:2 k. 3:5). W Priemjer-Lidze po raz pierwszy zaprezentował się 13 marca 2010 w meczu przeciwko Zenitowi Petersburg (0:1).

### Wołgar Astrachań
8 kwietnia 2010 został wysłany na wypożyczenie do klubu Wołgar Astrachań. Zadebiutował 21 kwietnia 2010 w meczu Pierwyj diwizion przeciwko Dinamo Petersburg (1:1).

### Mordowija Sarańsk
1 stycznia 2012 podpisał kontrakt z drużyną Mordowija Sarańsk. Zadebiutował 12 marca 2012 w meczu Pierwyj diwizion przeciwko Urał Jekaterynburg (1:1). W sezonie 2011/12 jego zespół zajął pierwsze miejsce w tabeli i awansował do Priemjer-Ligi. W Priemjer-Liga zadebiutował 20 lipca 2012 w meczu przeciwko Lokomotiwu Moskwa (2:3).

### FK Ufa
1 lipca 2013 przeszedł do klubu FK Ufa. Zadebiutował 23 lipca 2013 w meczu Pierwyj diwizion przeciwko Łucz Władywostok (1:0). Po zwycięskim dwumeczu barażowym z Tom Tomsk (5:1) i (3:1) jego zespół awansował do Priemjer-Ligi. W Priemjer-Lidze zadebiutował 31 sierpnia 2014 w meczu przeciwko Rubinowi Kazań (1:1).

### Anży Machaczkała
1 stycznia 2016 udał się na półroczne wypożyczenie do drużyny Anży Machaczkała. Zadebiutował 7 marca 2016 w meczu Priemjer-Ligi przeciwko Amkar Perm (0:1). 1 lipca 2016 przeszedł do klubu na zasadzie wolnego transferu.

### FK Tosno
1 lipca 2017 podpisał kontrakt z klubem FK Tosno. Zadebiutował 15 lipca 2017 w meczu Priemjer-Ligi przeciwko FK Ufa (0:1). W sezonie 2017/18 jego zespół zajął przedostatnie miejsce w tabeli i spadł do Pierwyj diwizion.

### Jenisej Krasnojarsk
1 lipca 2018 przeszedł do drużyny Jenisej Krasnojarsk. Zadebiutował 29 lipca 2018 w meczu Priemjer-Ligi przeciwko Zenitowi Petersburg (0:2). W sezonie 2018/19 jego zespół zajął ostatnie miejsce w tabeli i spadł do Pierwyj diwizion.

### Szachtior Karaganda
22 stycznia 2020 podpisał kontrakt z kazachskim klubem Szachtior Karaganda. Zadebiutował 1 lipca 2020 w meczu Priemjer Ligasy przeciwko Ordabasy Szymkent (0:1).

## Kariera reprezentacyjna

### Armenia
W 2020 roku otrzymał powołanie do reprezentacji Armenii. Zadebiutował 5 września 2020 w meczu Ligi Narodów UEFA przeciwko reprezentacji Macedonii Północnej (2:1).

## Statystyki

### Klubowe
(aktualne na dzień 18 grudnia 2020)
| Klub                    | Sezon              | Liga               | Liga  | Liga   | Puchar kraju | Puchar kraju | Suma  | Suma   |
| Klub                    | Sezon              | Liga               | Mecze | Bramki | Mecze        | Bramki       | Mecze | Bramki |
| ----------------------- | ------------------ | ------------------ | ----- | ------ | ------------ | ------------ | ----- | ------ |
| Dynama Mińsk            | 2007               | Wyszejszaja liha   | 11    | 0      | 0            | 0            | 11    | 0      |
| Dynama Mińsk            | Ogólnie            | Ogólnie            | 11    | 0      | 0            | 0            | 11    | 0      |
| Krylja Sowietow Samara  | 2008               | Priemjer-Liga      | 0     | 0      | 0            | 0            | 0     | 0      |
| Krylja Sowietow Samara  | 2009               | Priemjer-Liga      | 0     | 0      | 1            | 0            | 1     | 0      |
| Krylja Sowietow Samara  | 2010               | Priemjer-Liga      | 2     | 0      | 0            | 0            | 2     | 0      |
| Krylja Sowietow Samara  | Ogólnie            | Ogólnie            | 2     | 0      | 1            | 0            | 3     | 0      |
| Wołgar Astrachań (wyp.) | 2010               | Pierwyj diwizion   | 28    | 0      | 0            | 0            | 28    | 0      |
| Wołgar Astrachań (wyp.) | 2011/12            | Pierwyj diwizion   | 0     | 0      | 1            | 0            | 1     | 0      |
| Wołgar Astrachań (wyp.) | Ogólnie            | Ogólnie            | 28    | 0      | 1            | 0            | 29    | 0      |
| Krylja Sowietow Samara  | 2011/12            | Priemjer-Liga      | 0     | 0      | 1            | 0            | 1     | 0      |
| Krylja Sowietow Samara  | Ogólnie            | Ogólnie            | 0     | 0      | 1            | 0            | 1     | 0      |
| Mordowija Sarańsk       | 2011/12            | Pierwyj diwizion   | 13    | 0      | 0            | 0            | 13    | 0      |
| Mordowija Sarańsk       | 2012/13            | Priemjer-Liga      | 21    | 0      | 0            | 0            | 21    | 0      |
| Mordowija Sarańsk       | Ogólnie            | Ogólnie            | 34    | 0      | 0            | 0            | 34    | 0      |
| FK Ufa                  | 2013/14            | Pierwyj diwizion   | 27    | 0      | 0            | 0            | 27    | 0      |
| FK Ufa                  | 2014/15            | Priemjer-Liga      | 25    | 0      | 0            | 0            | 25    | 0      |
| FK Ufa                  | 2015/16            | Priemjer-Liga      | 12    | 0      | 0            | 0            | 12    | 0      |
| FK Ufa                  | Ogólnie            | Ogólnie            | 64    | 0      | 0            | 0            | 64    | 0      |
| Anży Machaczkała        | 2015/16            | Priemjer-Liga      | 12    | 0      | 0            | 0            | 12    | 0      |
| Anży Machaczkała        | 2016/17            | Priemjer-Liga      | 13    | 0      | 3            | 0            | 16    | 0      |
| Anży Machaczkała        | Ogólnie            | Ogólnie            | 25    | 0      | 3            | 0            | 28    | 0      |
| FK Tosno                | 2017/18            | Priemjer-Liga      | 28    | 0      | 3            | 0            | 31    | 0      |
| FK Tosno                | Ogólnie            | Ogólnie            | 28    | 0      | 3            | 0            | 31    | 0      |
| Jenisej Krasnojarsk     | 2018/19            | Priemjer-Liga      | 17    | 0      | 1            | 0            | 18    | 0      |
| Jenisej Krasnojarsk     | Ogólnie            | Ogólnie            | 17    | 0      | 1            | 0            | 18    | 0      |
| Szachtior Karaganda     | 2020               | Priemjer Ligasy    | 7     | 0      | 0            | 0            | 7     | 0      |
| Szachtior Karaganda     | Ogólnie            | Ogólnie            | 7     | 0      | 0            | 0            | 7     | 0      |
| Ogólnie w karierze      | Ogólnie w karierze | Ogólnie w karierze | 216   | 0      | 10           | 0            | 226   | 0      |

### Reprezentacyjne
(aktualne na dzień 18 grudnia 2020)
| Reprezentacja | Rok     | Mecze | Bramki |
| ------------- | ------- | ----- | ------ |
| Armenia       |         |       |        |
| 2020          | 6       | 0     |        |
| Ogólnie       | Ogólnie | 6     | 0      |

| Mecze i gole w reprezentacji | Mecze i gole w reprezentacji | Mecze i gole w reprezentacji | Mecze i gole w reprezentacji | Mecze i gole w reprezentacji | Mecze i gole w reprezentacji | Mecze i gole w reprezentacji | Mecze i gole w reprezentacji |
| Lp.                          | Data                         | Miejsce                      | Gospodarz                    | Gość                         | Wynik                        | Gol                          | Rozgrywki                    |
| ---------------------------- | ---------------------------- | ---------------------------- | ---------------------------- | ---------------------------- | ---------------------------- | ---------------------------- | ---------------------------- |
| 1.                           | 05.09.2020                   | Skopje                       | Macedonia Północna           | Armenia                      | 2:1                          |                              | Liga Narodów UEFA            |
| 2.                           | 08.09.2020                   | Erywań                       | Armenia                      | Estonia                      | 2:0                          |                              | Liga Narodów UEFA            |
| 3.                           | 11.10.2020                   | Tychy                        | Armenia                      | Gruzja                       | 2:2                          |                              | Liga Narodów UEFA            |
| 4.                           | 14.10.2020                   | Tallinn                      | Estonia                      | Armenia                      | 1:1                          |                              | Liga Narodów UEFA            |
| 5.                           | 15.11.2020                   | Tbilisi                      | Gruzja                       | Armenia                      | 1:2                          |                              | Liga Narodów UEFA            |
| 6.                           | 18.11.2020                   | Strowolos                    | Armenia                      | Macedonia Północna           | 1:0                          |                              | Liga Narodów UEFA            |

## Sukcesy

### Mordowija Sarańsk
- Mistrzostwo Pierwyj diwizion (1×): 2011/2012

### FK Tosno
- Puchar Rosji (1×): 2017/2018

## Życie prywatne
Jurczenko urodził się w Turkmenistanie, a dorastał w Rosji. Jego ojciec jest Rosjaninem, matka Ormianką, a dziadek jest pochodzenia ormiańskiego. Jurczenko miał możliwość reprezentowania wszystkich tych trzech krajów.